# 29. granátnická divize SS (1. italská)
29. Waffen-Grenadier Division der SS (italianische Nr. 1) vznikla v březnu 1945 a byla nástupkyní Italienische-Freiwilligen-Legion (založena v listopadu 1943), 1. Sturmbrigade Italienische Freiwilligen-Legion (od prosince 1943) a Waffen-Granadier Brigade der SS (od září 1944). Číslo 29 obdržela divize namísto 29. Waffen-Grenadier Division der SS (russische Nr. 1). Byla převážně nasazena proti italským partyzánům, ale její části bojovaly i u Anzia. 30. dubna 1945 se vzdaly poslední části divize Američanům u města Gorgonzola.

## Velitelé
- SS-Brigadeführer Peter Hansen (13. listopad 1943 – březen 1944)
- SS-Obergruppenführer Karl Wolff (březen 1944 – září 1944)
- SS-Brigadeführer Pietro Mannelli (září 1944 – říjen 1944)
- SS-Standartenführer Gustav Lombard (říjen 1944 – listopad 1944)
- SS-Standartenführer Constantin Heldmann (9. listopad 1944 – leden 1945)
- SS-Oberführer Ernst Tzschoppe (leden 1945 – duben 1945)

## Bojová sestava a bojové nasazení
Podle:
- Waffen-Grenadier-Regiment der SS 81
- Waffen-Grenadier-Regiment der SS 82
- Waffen-Artillerie-Regiment der SS 29
- Füsilier-Bataillon 29
- SS-Panzerjäger-Abteilung 29
- SS-Pionier-Kompanie 29
- SS-Nachrichten-Kompanie 29

Celkový počet Italů v SS měl být kolem 20 000, z toho asi 15 000 v 29. Waffen Grenadier Division der SS (italienische Nr.1). Na začátku šlo o Italienische-Freiwilligen-Legion, následně 1. Sturmbrigade Italienische Freiwilligen Legion , Waffen-Grenadier-Brigade der SS (italienische Nr. 1) a konečný název po rozšíření na 29. Waffen-Grenadier-Division der SS (italienische Nr. 1). Jednotka bojovala hlavně u Anzia, kde utrpěla těžké ztráty (ještě jako legion). Poté se zúčastnila protipartyzánských akcí v severní Itálii a Jugoslávii (v průběhu těchto operací byla oficiálně rozšířena na divizi). Po kapitulaci 8. května 1945 se jednotka vzdala americkým obrněným jednotkám u města Gorgonzola.

## Početní stavy divize
V prosinci 1944 dosáhla divize stavu 15 000 mužů.